# Jean-Yves Haby
Pour les articles homonymes, voir Haby.
Jean-Yves Haby, né le 5 janvier 1955 à Dombasle (Meurthe-et-Moselle), est un entrepreneur et homme politique français, membre du Parti républicain puis de l'Union pour la démocratie française. Il est le fils de René Haby.

## Mandats politiques
- adjoint au maire de Courbevoie de 1989 à 1993, maire par intérim en mai 1993 ; ensuite conseiller municipal d'opposition[1]
- député de la troisième circonscription des Hauts-de-Seine (1988-1997)